# شهرستان ژونگمو
شهرستان ژونگمو (به لاتین: Zhongmu County) یک شهرستان‌های جمهوری خلق چین در چین است که در ژنگژو واقع شده‌است.
 شهرستان ژونگمو ۱٬۴۱۶٫۶ کیلومتر مربع مساحت و ۶۸۰٬۰۰۰ نفر جمعیت دارد.